# ハーバート・J・ガンズ
ハーバート・J・ガンズ（英語: Herbert J.Gans、1927年 - 2025年4月21日）は、アメリカ合衆国の社会学者。

## 人物
1927年にドイツで生まれる。1940年にナチスから逃れるためにアメリカへ渡った。シカゴ大学大学院を修了した後、ペンシルヴァニア大学大学院で博士号を取得した。1971年から2007年までコロンビア大学で教授を勤めた。
2025年4月21日、マンハッタンの自宅で死去。97歳没。

## 社会調査
ガンズは都市再開発への批判を行う立場で活動していた。The Urban Villagers(邦訳『都市の村人たち』、松本康訳、ハーベスト社、2006年)は1962年に出版された。ボストンのイタリア系移民が多く住む地域であったウェストエンドでのスラムの参与観察をもとに書かれたものであった。ガンズが行った社会調査は、同様の調査を行って『ストリート・コーナー・ソサエティ』を書いたウィリアム・フート・ホワイトの影響を受けている。
また、彼はメディア研究も行った。1979年のDeciding What's News: A study of CBS evening news, NBC nightly news, Newsweek, and Timeでは、題の通り、CBSやNBCなどへ参与観察を行い、ニュースがいかにして決定されていくのかを調査した。
彼のコミュニティ研究やメディア研究では、大多数の下位中産階級の目線からアメリカ社会を見るという姿勢を大切にしていたのであった。

## 主な出版物
- The Balanced community (1961)
- The Urban Villagers (1962)
- The Levittowners (1967)
- People and Plans (1968)
- More Equality (1973)
- Popular Culture and High Culture (1974)
- Deciding What's News: A study of CBS evening news, NBC nightly news, Newsweek, and Time (1979)
- Middle American Individualism (1988)
- People, Plans, and Policies (1991)
- The War Against The Poor (1992)
- Making Sense of America (1999)
- Democracy and the News (2003)
- Imagining America in 2033: How the Country Put Itself Together After Bush(2009)